# Campo do Gerês

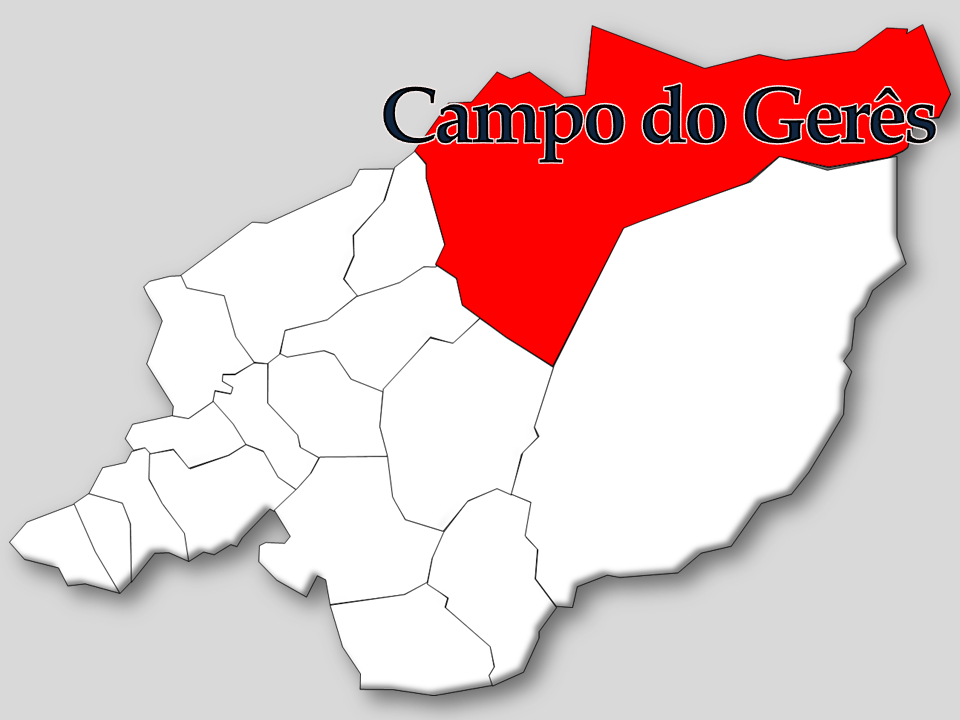
Localização da Freguesia de Campo do Gerês no Município de Terras de Bouro

Campo do Gerês é uma povoação portuguesa sede da Freguesia de Campo do Gerês do Município de Terras de Bouro, freguesia com 62,38 km² de área e 149 habitantes (censo de 2021), tendo, por isso, uma densidade populacional de 2,4 hab./km².
Esta aldeia está situada a oeste da Mata da Albergaria em pleno coração do Parque Nacional da Peneda-Gerês, a 15 km da sede do município.

## Demografia
A população registada nos censos foi:
| Distribuição da População por Grupos Etários | Distribuição da População por Grupos Etários | Distribuição da População por Grupos Etários | Distribuição da População por Grupos Etários | Distribuição da População por Grupos Etários |
| -------------------------------------------- | -------------------------------------------- | -------------------------------------------- | -------------------------------------------- | -------------------------------------------- |
| Ano                                          | 0-14 Anos                                    | 15-24 Anos                                   | 25-64 Anos                                   | > 65 Anos                                    |
| 2001                                         | 33                                           | 22                                           | 94                                           | 38                                           |
| 2011                                         | 23                                           | 22                                           | 83                                           | 34                                           |
| 2021                                         | 9                                            | 21                                           | 84                                           | 35                                           |

## Património
- Igreja Paroquial de São João do Campo
- Capela de Nossa Senhora da Conceição
- Via Romana XVIII (Geira), classificada como monumento nacional no seu traçado por Terras de Bouro, da milha XIV (Santa Cruz) à milha XXXIV (Albergaria), incluindo todas as estruturas arqueológicas a ela associadas
- Cruzeiro de São João do Campo, classificado como monumento nacional
- Mamoas da Bouça da Chã, de Funde Vila e da Bouça do Cruzeiro
- Castro de Calcedónia
- Trincheira de Campo. Do período medieval, nas proximidades da milha XXIX, encontram-se vestígios indeléveis da Trincheira do Campo que durante esse período histórico serviu de defesa da raia portuguesa das invasões hostis. Segundo as Inquirições de 1258, o povo de Campo do Gerês tinha por obrigação defender a Portela do Homem. Esta obrigação manteve-se ao longo dos séculos, tendo este povo serrano resistido com sucesso a todos os assomos dos povos invasores, devido sobretudo à sua coragem rude e indómita, mas também à excepcional configuração geográfica do território. Nas proximidades da Trincheira do Campo encontram-se ruínas de uma estrutura identificada como a Casa das Peças que servia de abrigo tanto para os homens como para a pólvora dos dois canhões de bronze ali colocados e retirados a pressa durante a revolução da Maria da Fonte
- Ponte Medieval dos Eixões, situada a Sul da Veiga de S. João de Campo, sobre a Ribeira de Rodas, possui dois arcos de volta perfeita formados por aduelas estreitas, construídos sobre as bases sólidas de paredões bem aparelhados alicerçados no leito rochoso e nas margens. Apesar da inscrição do ano 1745 patente num dos arcos, considera-se haver indícios para recuar a sua existência a tempos anteriores

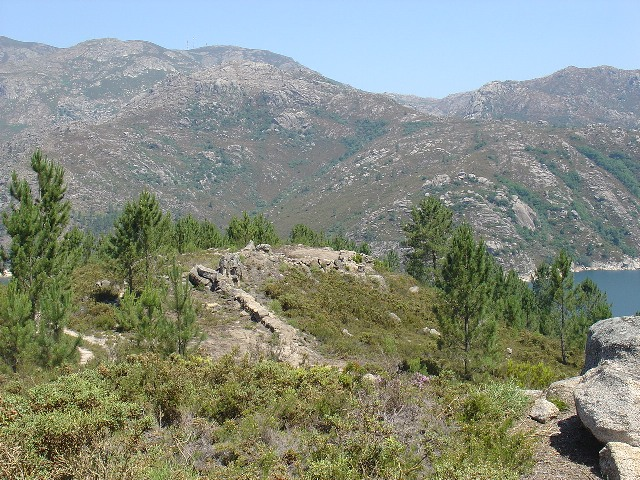
Trincheira de Campo

## Museus
- Museu Etnográfico de Vilarinho das Furnas, para preservação da memória da localidade do mesmo nome, submersa em 1971, devido à construção de uma barragem
- Museu da Geira, tendo como programa museográfico a abordagem das técnicas de construção de vias romana, bem como dos transportes utilizados na época. O museu está estruturado em quatro salas temáticas, um auditório e gabinetes para estudos arqueológicos

O concelho de Terras de Bouro preserva atualmente, um percurso com a extensão de 30 quilómetros da antiga via romana (Geira)